# Chicomba
Chicomba ist eine Kleinstadt und ein Landkreis in Angola.

## Verwaltung
Chicomba ist Sitz eines gleichnamigen Kreises (Município) in der Provinz Huíla. Der Kreis umfasst eine Fläche von 4203 km² mit 110.000 Einwohnern (Schätzung 2014). Die Volkszählung 2014 soll fortan gesicherte Bevölkerungsdaten liefern.
Der Kreis Chicomba setzt sich aus vier Gemeinden (Comunas) zusammen:
- Chicomba
- Kutenda (früher Chitenda)
- Libongue
- Quê